# Lista di asteroidi (414001-415000)
Di seguito una lista di asteroidi dal numero 414001 al 415000 con data di scoperta e scopritore.

## 414001-414100
| Nome            | Designazione provvisoria | Data di scoperta  | Scopritore             |
| --------------- | ------------------------ | ----------------- | ---------------------- |
| 414001 -        | 2007 FQ23                | 20 marzo 2007     | Spacewatch             |
| 414002 -        | 2007 FP48                | 26 marzo 2007     | Spacewatch             |
| 414003 -        | 2007 FC49                | 26 marzo 2007     | Spacewatch             |
| 414004 -        | 2007 GP17                | 11 aprile 2007    | Spacewatch             |
| 414005 -        | 2007 GR27                | 15 marzo 2007     | Spacewatch             |
| 414006 -        | 2007 GO32                | 8 aprile 2007     | Spacewatch             |
| 414007 -        | 2007 GJ46                | 14 aprile 2007    | Spacewatch             |
| 414008 -        | 2007 GN49                | 15 aprile 2007    | LINEAR                 |
| 414009 -        | 2007 GR57                | 15 aprile 2007    | Spacewatch             |
| 414010 -        | 2007 GJ71                | 14 aprile 2007    | Spacewatch             |
| 414011 -        | 2007 GO73                | 15 aprile 2007    | CSS                    |
| 414012 -        | 2007 GT74                | 14 aprile 2007    | Mt. Lemmon Survey      |
| 414013 -        | 2007 HZ33                | 19 aprile 2007    | Spacewatch             |
| 414014 -        | 2007 HB36                | 19 aprile 2007    | Spacewatch             |
| 414015 -        | 2007 HN41                | 20 aprile 2007    | Spacewatch             |
| 414016 -        | 2007 HZ44                | 13 marzo 2007     | Mt. Lemmon Survey      |
| 414017 -        | 2007 HG64                | 22 aprile 2007    | Mt. Lemmon Survey      |
| 414018 -        | 2007 HP67                | 23 aprile 2007    | Spacewatch             |
| 414019 -        | 2007 HT72                | 22 aprile 2007    | Spacewatch             |
| 414020 -        | 2007 HA93                | 19 aprile 2007    | Mt. Lemmon Survey      |
| 414021 -        | 2007 HH97                | 22 aprile 2007    | Mt. Lemmon Survey      |
| 414022 -        | 2007 JW44                | 11 maggio 2007    | Mt. Lemmon Survey      |
| 414023 -        | 2007 LA4                 | 11 maggio 2007    | Mt. Lemmon Survey      |
| 414024 -        | 2007 LB11                | 9 giugno 2007     | Spacewatch             |
| 414025 -        | 2007 LO15                | 7 maggio 2007     | Mt. Lemmon Survey      |
| 414026 Bochonko | 2007 LX29                | 11 giugno 2007    | Balam, D. D.           |
| 414027 -        | 2007 MF13                | 22 giugno 2007    | Spacewatch             |
| 414028 -        | 2007 MD27                | 17 giugno 2007    | Spacewatch             |
| 414029 -        | 2007 OK1                 | 16 luglio 2007    | OAM                    |
| 414030 -        | 2007 PC5                 | 5 agosto 2007     | LINEAR                 |
| 414031 -        | 2007 PM28                | 13 agosto 2007    | LINEAR                 |
| 414032 -        | 2007 PJ34                | 8 agosto 2007     | LINEAR                 |
| 414033 -        | 2007 QT5                 | 18 agosto 2007    | PMO NEO Survey Program |
| 414034 -        | 2007 RE28                | 4 settembre 2007  | CSS                    |
| 414035 -        | 2007 RX36                | 10 agosto 2007    | Spacewatch             |
| 414036 -        | 2007 RH56                | 9 settembre 2007  | Spacewatch             |
| 414037 -        | 2007 RK64                | 10 settembre 2007 | Mt. Lemmon Survey      |
| 414038 -        | 2007 RX86                | 10 settembre 2007 | Mt. Lemmon Survey      |
| 414039 -        | 2007 RL104               | 3 settembre 2007  | CSS                    |
| 414040 -        | 2007 RA105               | 11 settembre 2007 | Mt. Lemmon Survey      |
| 414041 -        | 2007 RY118               | 11 settembre 2007 | Spacewatch             |
| 414042 -        | 2007 RX133               | 11 settembre 2007 | Mt. Lemmon Survey      |
| 414043 -        | 2007 RB146               | 21 agosto 2007    | LONEOS                 |
| 414044 -        | 2007 RK159               | 12 settembre 2007 | Mt. Lemmon Survey      |
| 414045 -        | 2007 RY161               | 13 settembre 2007 | Mt. Lemmon Survey      |
| 414046 -        | 2007 RY163               | 9 ottobre 2004    | Spacewatch             |
| 414047 -        | 2007 RW197               | 15 ottobre 2004   | Mt. Lemmon Survey      |
| 414048 -        | 2007 RD209               | 16 gennaio 2005   | Spacewatch             |
| 414049 -        | 2007 RQ210               | 11 settembre 2007 | Spacewatch             |
| 414050 -        | 2007 RC211               | 11 settembre 2007 | Spacewatch             |
| 414051 -        | 2007 RC213               | 12 settembre 2007 | LONEOS                 |
| 414052 -        | 2007 RV228               | 11 settembre 2007 | Spacewatch             |
| 414053 -        | 2007 RL250               | 9 settembre 2007  | Spacewatch             |
| 414054 -        | 2007 RZ264               | 15 settembre 2007 | Mt. Lemmon Survey      |
| 414055 -        | 2007 RL270               | 15 settembre 2007 | Mt. Lemmon Survey      |
| 414056 -        | 2007 RW270               | 15 settembre 2007 | Spacewatch             |
| 414057 -        | 2007 RK284               | 11 settembre 2007 | Spacewatch             |
| 414058 -        | 2007 RY285               | 15 settembre 2007 | Mt. Lemmon Survey      |
| 414059 -        | 2007 RM295               | 14 settembre 2007 | Mt. Lemmon Survey      |
| 414060 -        | 2007 RC302               | 15 settembre 2007 | Spacewatch             |
| 414061 -        | 2007 RF318               | 11 settembre 2007 | CSS                    |
| 414062 -        | 2007 SE17                | 30 settembre 2007 | Spacewatch             |
| 414063 -        | 2007 SG17                | 12 settembre 2007 | Mt. Lemmon Survey      |
| 414064 -        | 2007 SM19                | 21 settembre 2007 | PMO NEO Survey Program |
| 414065 -        | 2007 SO19                | 24 settembre 2007 | Spacewatch             |
| 414066 -        | 2007 SZ20                | 21 settembre 2007 | PMO NEO Survey Program |
| 414067 -        | 2007 SB22                | 21 settembre 2007 | PMO NEO Survey Program |
| 414068 -        | 2007 TX20                | 10 ottobre 2007   | Cordell-Lorenz         |
| 414069 -        | 2007 TM30                | 8 settembre 2007  | Mt. Lemmon Survey      |
| 414070 -        | 2007 TS33                | 12 settembre 2007 | Mt. Lemmon Survey      |
| 414071 -        | 2007 TN54                | 8 settembre 2007  | Mt. Lemmon Survey      |
| 414072 -        | 2007 TD57                | 4 ottobre 2007    | Spacewatch             |
| 414073 -        | 2007 TJ58                | 4 ottobre 2007    | Spacewatch             |
| 414074 -        | 2007 TO64                | 7 ottobre 2007    | Mt. Lemmon Survey      |
| 414075 -        | 2007 TU69                | 11 settembre 2007 | Mt. Lemmon Survey      |
| 414076 -        | 2007 TV77                | 5 ottobre 2007    | Spacewatch             |
| 414077 -        | 2007 TA93                | 23 marzo 2006     | Spacewatch             |
| 414078 -        | 2007 TH103               | 8 ottobre 2007    | Mt. Lemmon Survey      |
| 414079 -        | 2007 TU107               | 4 ottobre 2007    | CSS                    |
| 414080 -        | 2007 TL116               | 24 agosto 2007    | Spacewatch             |
| 414081 -        | 2007 TV122               | 6 ottobre 2007    | Spacewatch             |
| 414082 -        | 2007 TN123               | 15 settembre 2007 | Mt. Lemmon Survey      |
| 414083 -        | 2007 TZ126               | 6 ottobre 2007    | Spacewatch             |
| 414084 -        | 2007 TY153               | 9 ottobre 2007    | LINEAR                 |
| 414085 -        | 2007 TG156               | 9 ottobre 2007    | LINEAR                 |
| 414086 -        | 2007 TV165               | 4 ottobre 2007    | Spacewatch             |
| 414087 -        | 2007 TY166               | 6 ottobre 2007    | LINEAR                 |
| 414088 -        | 2007 TQ177               | 9 settembre 2007  | Mt. Lemmon Survey      |
| 414089 -        | 2007 TL181               | 8 ottobre 2007    | LONEOS                 |
| 414090 -        | 2007 TS192               | 5 ottobre 2007    | Spacewatch             |
| 414091 -        | 2007 TA199               | 16 gennaio 2005   | Spacewatch             |
| 414092 -        | 2007 TG212               | 7 ottobre 2007    | Spacewatch             |
| 414093 -        | 2007 TD213               | 7 ottobre 2007    | Spacewatch             |
| 414094 -        | 2007 TD216               | 7 ottobre 2007    | Spacewatch             |
| 414095 -        | 2007 TF222               | 25 settembre 2007 | Mt. Lemmon Survey      |
| 414096 -        | 2007 TD229               | 8 ottobre 2007    | Spacewatch             |
| 414097 -        | 2007 TH231               | 8 ottobre 2007    | Mt. Lemmon Survey      |
| 414098 -        | 2007 TT242               | 8 ottobre 2007    | CSS                    |
| 414099 -        | 2007 TR243               | 8 ottobre 2007    | CSS                    |
| 414100 -        | 2007 TG268               | 14 settembre 2007 | Mt. Lemmon Survey      |

## 414101-414200
| Nome     | Designazione provvisoria | Data di scoperta  | Scopritore        |
| -------- | ------------------------ | ----------------- | ----------------- |
| 414101 - | 2007 TF281               | 19 settembre 2007 | Spacewatch        |
| 414102 - | 2007 TJ298               | 15 settembre 2007 | Mt. Lemmon Survey |
| 414103 - | 2007 TQ318               | 12 ottobre 2007   | Spacewatch        |
| 414104 - | 2007 TX320               | 14 ottobre 2007   | Mt. Lemmon Survey |
| 414105 - | 2007 TT332               | 9 febbraio 2005   | Mt. Lemmon Survey |
| 414106 - | 2007 TK385               | 15 ottobre 2007   | CSS               |
| 414107 - | 2007 TS386               | 24 luglio 2003    | CINEOS            |
| 414108 - | 2007 TM401               | 15 ottobre 2007   | CSS               |
| 414109 - | 2007 TZ448               | 9 ottobre 2007    | Mt. Lemmon Survey |
| 414110 - | 2007 UM18                | 17 ottobre 2007   | LONEOS            |
| 414111 - | 2007 UR21                | 10 settembre 2007 | Mt. Lemmon Survey |
| 414112 - | 2007 UD23                | 8 ottobre 2007    | Mt. Lemmon Survey |
| 414113 - | 2007 UQ29                | 25 settembre 2007 | Mt. Lemmon Survey |
| 414114 - | 2007 UM33                | 16 ottobre 2007   | Mt. Lemmon Survey |
| 414115 - | 2007 UW34                | 12 ottobre 2007   | LINEAR            |
| 414116 - | 2007 UG35                | 19 ottobre 2007   | CSS               |
| 414117 - | 2007 UE49                | 24 ottobre 2007   | Mt. Lemmon Survey |
| 414118 - | 2007 UZ49                | 24 ottobre 2007   | Mt. Lemmon Survey |
| 414119 - | 2007 UN63                | 30 ottobre 2007   | Mt. Lemmon Survey |
| 414120 - | 2007 UC68                | 30 ottobre 2007   | CSS               |
| 414121 - | 2007 UF68                | 16 marzo 2005     | Mt. Lemmon Survey |
| 414122 - | 2007 UN68                | 8 ottobre 2007    | Mt. Lemmon Survey |
| 414123 - | 2007 UQ87                | 30 ottobre 2007   | Spacewatch        |
| 414124 - | 2007 UQ131               | 16 ottobre 2007   | Spacewatch        |
| 414125 - | 2007 UP138               | 20 ottobre 2007   | LINEAR            |
| 414126 - | 2007 UR139               | 24 ottobre 2007   | Mt. Lemmon Survey |
| 414127 - | 2007 VR9                 | 10 ottobre 2007   | Mt. Lemmon Survey |
| 414128 - | 2007 VS43                | 1º novembre 2007  | Spacewatch        |
| 414129 - | 2007 VL50                | 9 ottobre 2007    | Spacewatch        |
| 414130 - | 2007 VJ51                | 1º novembre 2007  | Spacewatch        |
| 414131 - | 2007 VA57                | 20 ottobre 2007   | Mt. Lemmon Survey |
| 414132 - | 2007 VJ62                | 1º novembre 2007  | Spacewatch        |
| 414133 - | 2007 VG65                | 1º novembre 2007  | Spacewatch        |
| 414134 - | 2007 VQ84                | 6 novembre 2007   | Yeung, W. K. Y.   |
| 414135 - | 2007 VU102               | 3 novembre 2007   | Spacewatch        |
| 414136 - | 2007 VB145               | 4 novembre 2007   | Spacewatch        |
| 414137 - | 2007 VC166               | 5 novembre 2007   | Spacewatch        |
| 414138 - | 2007 VB217               | 9 novembre 2007   | Spacewatch        |
| 414139 - | 2007 VY223               | 13 ottobre 2007   | Mt. Lemmon Survey |
| 414140 - | 2007 VL239               | 13 novembre 2007  | Spacewatch        |
| 414141 - | 2007 VQ247               | 13 novembre 2007  | Mt. Lemmon Survey |
| 414142 - | 2007 VG256               | 13 novembre 2007  | Mt. Lemmon Survey |
| 414143 - | 2007 VR273               | 8 marzo 2005      | Mt. Lemmon Survey |
| 414144 - | 2007 VC285               | 5 novembre 2007   | Spacewatch        |
| 414145 - | 2007 VB292               | 15 settembre 2007 | Mt. Lemmon Survey |
| 414146 - | 2007 VU293               | 5 novembre 2007   | Spacewatch        |
| 414147 - | 2007 VH310               | 7 novembre 2007   | Mt. Lemmon Survey |
| 414148 - | 2007 VE313               | 6 novembre 2007   | Spacewatch        |
| 414149 - | 2007 VJ335               | 8 novembre 2007   | Spacewatch        |
| 414150 - | 2007 WK5                 | 11 settembre 2007 | Spacewatch        |
| 414151 - | 2007 WG11                | 14 ottobre 2007   | Spacewatch        |
| 414152 - | 2007 WM26                | 10 ottobre 2007   | Spacewatch        |
| 414153 - | 2007 WK28                | 11 ottobre 2007   | Spacewatch        |
| 414154 - | 2007 WC40                | 17 novembre 2007  | Mt. Lemmon Survey |
| 414155 - | 2007 WO43                | 19 novembre 2007  | Spacewatch        |
| 414156 - | 2007 XW5                 | 16 novembre 2007  | Mt. Lemmon Survey |
| 414157 - | 2007 XU18                | 11 dicembre 2007  | Tozzi, F.         |
| 414158 - | 2007 XC59                | 14 dicembre 2007  | Mt. Lemmon Survey |
| 414159 - | 2007 YC3                 | 2 novembre 2007   | Spacewatch        |
| 414160 - | 2007 YJ12                | 17 dicembre 2007  | Mt. Lemmon Survey |
| 414161 - | 2007 YO45                | 30 dicembre 2007  | Mt. Lemmon Survey |
| 414162 - | 2007 YD70                | 31 dicembre 2007  | Mt. Lemmon Survey |
| 414163 - | 2008 AF13                | 10 gennaio 2008   | Mt. Lemmon Survey |
| 414164 - | 2008 AW32                | 11 gennaio 2008   | Spacewatch        |
| 414165 - | 2008 AS61                | 11 gennaio 2008   | Spacewatch        |
| 414166 - | 2008 AU67                | 11 gennaio 2008   | Spacewatch        |
| 414167 - | 2008 AX82                | 21 novembre 2007  | Mt. Lemmon Survey |
| 414168 - | 2008 AB89                | 11 novembre 2007  | Mt. Lemmon Survey |
| 414169 - | 2008 AA91                | 13 gennaio 2008   | Spacewatch        |
| 414170 - | 2008 AS97                | 14 gennaio 2008   | Spacewatch        |
| 414171 - | 2008 AG99                | 14 gennaio 2008   | Spacewatch        |
| 414172 - | 2008 AR102               | 13 gennaio 2008   | Spacewatch        |
| 414173 - | 2008 AU128               | 1º gennaio 2008   | Spacewatch        |
| 414174 - | 2008 AK135               | 11 gennaio 2008   | CSS               |
| 414175 - | 2008 BE14                | 19 gennaio 2008   | Spacewatch        |
| 414176 - | 2008 BK32                | 30 gennaio 2008   | Mt. Lemmon Survey |
| 414177 - | 2008 BE38                | 31 gennaio 2008   | Mt. Lemmon Survey |
| 414178 - | 2008 CW                  | 31 dicembre 2007  | Mt. Lemmon Survey |
| 414179 - | 2008 CA4                 | 2 febbraio 2008   | Mt. Lemmon Survey |
| 414180 - | 2008 CO6                 | 1º febbraio 2008  | Spacewatch        |
| 414181 - | 2008 CJ33                | 2 febbraio 2008   | Spacewatch        |
| 414182 - | 2008 CF39                | 2 febbraio 2008   | Mt. Lemmon Survey |
| 414183 - | 2008 CS65                | 10 gennaio 2008   | Spacewatch        |
| 414184 - | 2008 CR81                | 29 giugno 2005    | Spacewatch        |
| 414185 - | 2008 CE109               | 9 febbraio 2008   | Spacewatch        |
| 414186 - | 2008 CN109               | 9 febbraio 2008   | Spacewatch        |
| 414187 - | 2008 CL137               | 8 febbraio 2008   | Spacewatch        |
| 414188 - | 2008 CZ141               | 8 febbraio 2008   | Spacewatch        |
| 414189 - | 2008 CG159               | 9 febbraio 2008   | Spacewatch        |
| 414190 - | 2008 CC171               | 12 febbraio 2008  | Mt. Lemmon Survey |
| 414191 - | 2008 CS174               | 13 febbraio 2008  | Mt. Lemmon Survey |
| 414192 - | 2008 CU192               | 7 febbraio 2008   | Mt. Lemmon Survey |
| 414193 - | 2008 CZ197               | 10 febbraio 2008  | Mt. Lemmon Survey |
| 414194 - | 2008 CB200               | 7 febbraio 2008   | Mt. Lemmon Survey |
| 414195 - | 2008 CC210               | 1º febbraio 2008  | Spacewatch        |
| 414196 - | 2008 CK210               | 2 febbraio 2008   | Spacewatch        |
| 414197 - | 2008 CD215               | 13 febbraio 2008  | Spacewatch        |
| 414198 - | 2008 DE6                 | 18 dicembre 2007  | Mt. Lemmon Survey |
| 414199 - | 2008 DT15                | 27 febbraio 2008  | LONEOS            |
| 414200 - | 2008 DW15                | 18 febbraio 2008  | Mt. Lemmon Survey |

## 414201-414300
| Nome             | Designazione provvisoria | Data di scoperta | Scopritore           |
| ---------------- | ------------------------ | ---------------- | -------------------- |
| 414201 -         | 2008 DU36                | 27 febbraio 2008 | Mt. Lemmon Survey    |
| 414202 -         | 2008 DU43                | 28 febbraio 2008 | Spacewatch           |
| 414203 -         | 2008 DE66                | 18 gennaio 2008  | Mt. Lemmon Survey    |
| 414204 -         | 2008 DF66                | 28 febbraio 2008 | Spacewatch           |
| 414205 -         | 2008 DB67                | 29 febbraio 2008 | Spacewatch           |
| 414206 -         | 2008 DX77                | 9 febbraio 2008  | Spacewatch           |
| 414207 -         | 2008 DQ78                | 28 febbraio 2008 | Mt. Lemmon Survey    |
| 414208 -         | 2008 ET6                 | 2 marzo 2008     | Kocher, P.           |
| 414209 -         | 2008 EY15                | 1º marzo 2008    | Spacewatch           |
| 414210 -         | 2008 EN16                | 1º marzo 2008    | Spacewatch           |
| 414211 -         | 2008 EY19                | 13 febbraio 2008 | Mt. Lemmon Survey    |
| 414212 -         | 2008 EU22                | 3 marzo 2008     | CSS                  |
| 414213 -         | 2008 EN42                | 4 marzo 2008     | Mt. Lemmon Survey    |
| 414214 -         | 2008 ES44                | 5 marzo 2008     | Spacewatch           |
| 414215 -         | 2008 EF46                | 5 marzo 2008     | Spacewatch           |
| 414216 -         | 2008 EE70                | 8 febbraio 2008  | CSS                  |
| 414217 -         | 2008 EN74                | 7 marzo 2008     | Spacewatch           |
| 414218 -         | 2008 EZ82                | 2 febbraio 2008  | Mt. Lemmon Survey    |
| 414219 -         | 2008 EE126               | 10 marzo 2008    | Spacewatch           |
| 414220 -         | 2008 EL152               | 10 marzo 2008    | Mt. Lemmon Survey    |
| 414221 -         | 2008 EP165               | 2 marzo 2008     | Mt. Lemmon Survey    |
| 414222 -         | 2008 FZ6                 | 13 marzo 2008    | CSS                  |
| 414223 -         | 2008 FV7                 | 10 febbraio 2008 | Spacewatch           |
| 414224 -         | 2008 FA18                | 27 febbraio 2008 | Mt. Lemmon Survey    |
| 414225 -         | 2008 FS20                | 10 marzo 2008    | Mt. Lemmon Survey    |
| 414226 -         | 2008 FX28                | 28 marzo 2008    | Spacewatch           |
| 414227 -         | 2008 FG41                | 28 marzo 2008    | Spacewatch           |
| 414228 -         | 2008 FB51                | 9 febbraio 2008  | Mt. Lemmon Survey    |
| 414229 -         | 2008 FV54                | 5 marzo 2008     | Spacewatch           |
| 414230 -         | 2008 FM69                | 28 marzo 2008    | Mt. Lemmon Survey    |
| 414231 -         | 2008 FF70                | 28 marzo 2008    | Spacewatch           |
| 414232 -         | 2008 FL70                | 28 marzo 2008    | Spacewatch           |
| 414233 -         | 2008 FS72                | 30 marzo 2008    | Spacewatch           |
| 414234 -         | 2008 FA74                | 31 marzo 2008    | Spacewatch           |
| 414235 -         | 2008 FO76                | 27 marzo 2008    | Spacewatch           |
| 414236 -         | 2008 FW79                | 10 marzo 2008    | Spacewatch           |
| 414237 -         | 2008 FX105               | 31 marzo 2008    | Spacewatch           |
| 414238 -         | 2008 FC106               | 31 marzo 2008    | Spacewatch           |
| 414239 -         | 2008 FH112               | 30 marzo 2008    | Spacewatch           |
| 414240 -         | 2008 FZ128               | 29 marzo 2008    | Spacewatch           |
| 414241 -         | 2008 FY131               | 15 novembre 2006 | Mt. Lemmon Survey    |
| 414242 -         | 2008 FS135               | 31 marzo 2008    | Mt. Lemmon Survey    |
| 414243 -         | 2008 GW17                | 27 marzo 2008    | Spacewatch           |
| 414244 -         | 2008 GO21                | 5 marzo 2008     | CSS                  |
| 414245 -         | 2008 GA24                | 10 marzo 2008    | Mt. Lemmon Survey    |
| 414246 -         | 2008 GN26                | 1º aprile 2008   | Spacewatch           |
| 414247 -         | 2008 GS30                | 3 aprile 2008    | Mt. Lemmon Survey    |
| 414248 -         | 2008 GT31                | 26 marzo 2008    | Spacewatch           |
| 414249 -         | 2008 GC32                | 3 aprile 2008    | Spacewatch           |
| 414250 -         | 2008 GH36                | 3 aprile 2008    | Spacewatch           |
| 414251 -         | 2008 GY36                | 3 aprile 2008    | Spacewatch           |
| 414252 -         | 2008 GN37                | 3 aprile 2008    | Spacewatch           |
| 414253 -         | 2008 GY41                | 29 marzo 2008    | Spacewatch           |
| 414254 -         | 2008 GG75                | 3 aprile 2008    | Spacewatch           |
| 414255 -         | 2008 GD77                | 7 aprile 2008    | Spacewatch           |
| 414256 -         | 2008 GJ77                | 7 aprile 2008    | Spacewatch           |
| 414257 -         | 2008 GZ77                | 7 aprile 2008    | Spacewatch           |
| 414258 -         | 2008 GD78                | 3 aprile 2008    | Spacewatch           |
| 414259 -         | 2008 GH87                | 10 aprile 2008   | Spacewatch           |
| 414260 -         | 2008 GQ88                | 31 marzo 2008    | Spacewatch           |
| 414261 -         | 2008 GV88                | 6 aprile 2008    | Spacewatch           |
| 414262 -         | 2008 GN92                | 6 aprile 2008    | Mt. Lemmon Survey    |
| 414263 -         | 2008 GP105               | 31 marzo 2008    | Mt. Lemmon Survey    |
| 414264 -         | 2008 GN111               | 29 marzo 2008    | Spacewatch           |
| 414265 -         | 2008 GC113               | 7 aprile 2008    | CSS                  |
| 414266 -         | 2008 GW121               | 13 aprile 2008   | Spacewatch           |
| 414267 -         | 2008 GW123               | 2 marzo 2008     | Spacewatch           |
| 414268 -         | 2008 HP                  | 10 marzo 2008    | Spacewatch           |
| 414269 -         | 2008 HW11                | 4 aprile 2008    | Spacewatch           |
| 414270 -         | 2008 HG21                | 26 aprile 2008   | Spacewatch           |
| 414271 -         | 2008 HR22                | 27 aprile 2008   | Spacewatch           |
| 414272 -         | 2008 HZ32                | 29 marzo 2008    | Spacewatch           |
| 414273 -         | 2008 JC4                 | 1º maggio 2008   | CSS                  |
| 414274 -         | 2008 JR8                 | 5 maggio 2008    | Bergisch Gladbach    |
| 414275 -         | 2008 JO21                | 5 maggio 2008    | Spacewatch           |
| 414276 -         | 2008 JF32                | 1º maggio 2008   | Siding Spring Survey |
| 414277 -         | 2008 JU34                | 15 maggio 2008   | Spacewatch           |
| 414278 -         | 2008 JW35                | 3 maggio 2008    | Spacewatch           |
| 414279 -         | 2008 KB26                | 29 maggio 2008   | Mt. Lemmon Survey    |
| 414280 -         | 2008 KD36                | 4 aprile 2008    | Spacewatch           |
| 414281 -         | 2008 KA43                | 28 maggio 2008   | Spacewatch           |
| 414282 -         | 2008 MN3                 | 28 giugno 2008   | Siding Spring Survey |
| 414283 Lécureuil | 2008 MW4                 | 30 giugno 2008   | Ory, M.              |
| 414284 -         | 2008 ML5                 | 29 giugno 2008   | Siding Spring Survey |
| 414285 -         | 2008 OY                  | 26 luglio 2008   | OAM                  |
| 414286 -         | 2008 OC6                 | 29 luglio 2008   | Mt. Lemmon Survey    |
| 414287 -         | 2008 OB9                 | 29 luglio 2008   | Mt. Lemmon Survey    |
| 414288 -         | 2008 OD16                | 28 luglio 2008   | OAM                  |
| 414289 -         | 2008 PU7                 | 5 agosto 2008    | OAM                  |
| 414290 -         | 2008 PY14                | 10 agosto 2008   | OAM                  |
| 414291 -         | 2008 PF22                | 10 agosto 2008   | Crni Vrh             |
| 414292 -         | 2008 QF1                 | 30 luglio 2008   | Spacewatch           |
| 414293 -         | 2008 QE6                 | 25 agosto 2008   | Kugel, F.            |
| 414294 -         | 2008 QC12                | 25 agosto 2008   | OAM                  |
| 414295 -         | 2008 QJ21                | 29 luglio 2008   | Mt. Lemmon Survey    |
| 414296 -         | 2008 QJ44                | 23 agosto 2008   | Siding Spring Survey |
| 414297 -         | 2008 QY45                | 26 agosto 2008   | Crni Vrh             |
| 414298 -         | 2008 RT1                 | 2 settembre 2008 | Spacewatch           |
| 414299 -         | 2008 RV11                | 3 settembre 2008 | Spacewatch           |
| 414300 -         | 2008 RQ13                | 24 agosto 2008   | Spacewatch           |

## 414301-414400
| Nome     | Designazione provvisoria | Data di scoperta  | Scopritore            |
| -------- | ------------------------ | ----------------- | --------------------- |
| 414301 - | 2008 RS18                | 24 agosto 2008    | Spacewatch            |
| 414302 - | 2008 RC26                | 7 settembre 2008  | Kugel, F.             |
| 414303 - | 2008 RX29                | 2 settembre 2008  | Spacewatch            |
| 414304 - | 2008 RA33                | 2 settembre 2008  | Spacewatch            |
| 414305 - | 2008 RC43                | 2 settembre 2008  | Spacewatch            |
| 414306 - | 2008 RR45                | 2 settembre 2008  | Spacewatch            |
| 414307 - | 2008 RQ53                | 3 settembre 2008  | Spacewatch            |
| 414308 - | 2008 RJ76                | 6 agosto 2008     | Siding Spring Survey  |
| 414309 - | 2008 RF79                | 8 settembre 2008  | Schwab, E., Kling, R. |
| 414310 - | 2008 RM85                | 5 settembre 2008  | Spacewatch            |
| 414311 - | 2008 RV89                | 5 settembre 2008  | Spacewatch            |
| 414312 - | 2008 RU99                | 2 settembre 2008  | Spacewatch            |
| 414313 - | 2008 RQ109               | 2 settembre 2008  | Spacewatch            |
| 414314 - | 2008 RC114               | 6 settembre 2008  | Mt. Lemmon Survey     |
| 414315 - | 2008 RP115               | 7 settembre 2008  | Mt. Lemmon Survey     |
| 414316 - | 2008 RX117               | 9 settembre 2008  | Spacewatch            |
| 414317 - | 2008 RJ124               | 6 settembre 2008  | Mt. Lemmon Survey     |
| 414318 - | 2008 RQ127               | 6 settembre 2008  | Spacewatch            |
| 414319 - | 2008 RF128               | 9 giugno 2007     | Spacewatch            |
| 414320 - | 2008 RO140               | 9 settembre 2008  | Mt. Lemmon Survey     |
| 414321 - | 2008 RA141               | 3 settembre 2008  | OAM                   |
| 414322 - | 2008 RP141               | 6 settembre 2008  | Mt. Lemmon Survey     |
| 414323 - | 2008 RD146               | 5 settembre 2008  | Spacewatch            |
| 414324 - | 2008 SS8                 | 21 agosto 2008    | Spacewatch            |
| 414325 - | 2008 SG25                | 3 settembre 2008  | Spacewatch            |
| 414326 - | 2008 SU28                | 19 settembre 2008 | Spacewatch            |
| 414327 - | 2008 SC64                | 21 settembre 2008 | Mt. Lemmon Survey     |
| 414328 - | 2008 SH77                | 23 settembre 2008 | Mt. Lemmon Survey     |
| 414329 - | 2008 SD90                | 21 settembre 2008 | Spacewatch            |
| 414330 - | 2008 SR97                | 21 settembre 2008 | Spacewatch            |
| 414331 - | 2008 SY113               | 22 settembre 2008 | Spacewatch            |
| 414332 - | 2008 SY133               | 29 ottobre 2003   | Spacewatch            |
| 414333 - | 2008 SN151               | 29 settembre 2008 | Kugel, F.             |
| 414334 - | 2008 SC170               | 5 settembre 2008  | Spacewatch            |
| 414335 - | 2008 SB192               | 25 settembre 2008 | Spacewatch            |
| 414336 - | 2008 SX214               | 6 settembre 2008  | Spacewatch            |
| 414337 - | 2008 SC218               | 29 settembre 2008 | OAM                   |
| 414338 - | 2008 SD219               | 20 settembre 2008 | CSS                   |
| 414339 - | 2008 SK223               | 25 settembre 2008 | Mt. Lemmon Survey     |
| 414340 - | 2008 SH245               | 29 settembre 2008 | Mt. Lemmon Survey     |
| 414341 - | 2008 SQ252               | 20 settembre 2008 | Spacewatch            |
| 414342 - | 2008 SB253               | 21 settembre 2008 | Spacewatch            |
| 414343 - | 2008 SK278               | 20 settembre 2008 | Spacewatch            |
| 414344 - | 2008 SX282               | 28 settembre 2008 | CSS                   |
| 414345 - | 2008 SW286               | 23 settembre 2008 | CSS                   |
| 414346 - | 2008 SV287               | 23 settembre 2008 | Spacewatch            |
| 414347 - | 2008 SD303               | 24 settembre 2008 | Mt. Lemmon Survey     |
| 414348 - | 2008 SK308               | 30 settembre 2008 | CSS                   |
| 414349 - | 2008 TQ8                 | 5 ottobre 2008    | OAM                   |
| 414350 - | 2008 TJ18                | 1º ottobre 2008   | Mt. Lemmon Survey     |
| 414351 - | 2008 TD31                | 1º ottobre 2008   | Spacewatch            |
| 414352 - | 2008 TB32                | 24 settembre 2008 | Spacewatch            |
| 414353 - | 2008 TO44                | 1º ottobre 2008   | Mt. Lemmon Survey     |
| 414354 - | 2008 TP50                | 7 settembre 2008  | Mt. Lemmon Survey     |
| 414355 - | 2008 TO56                | 24 settembre 2008 | Spacewatch            |
| 414356 - | 2008 TB75                | 2 ottobre 2008    | Spacewatch            |
| 414357 - | 2008 TL79                | 2 ottobre 2008    | Mt. Lemmon Survey     |
| 414358 - | 2008 TL95                | 6 ottobre 2008    | Spacewatch            |
| 414359 - | 2008 TW106               | 6 ottobre 2008    | Mt. Lemmon Survey     |
| 414360 - | 2008 TH112               | 6 ottobre 2008    | CSS                   |
| 414361 - | 2008 TE126               | 8 ottobre 2008    | Mt. Lemmon Survey     |
| 414362 - | 2008 TF128               | 8 ottobre 2008    | Mt. Lemmon Survey     |
| 414363 - | 2008 TU149               | 4 settembre 2008  | Spacewatch            |
| 414364 - | 2008 TZ149               | 3 settembre 2008  | Spacewatch            |
| 414365 - | 2008 TC191               | 9 febbraio 1999   | Spacewatch            |
| 414366 - | 2008 UG9                 | 24 settembre 2008 | Spacewatch            |
| 414367 - | 2008 UO15                | 18 ottobre 2008   | Spacewatch            |
| 414368 - | 2008 UN68                | 21 ottobre 2008   | Mt. Lemmon Survey     |
| 414369 - | 2008 UM92                | 29 settembre 2008 | CSS                   |
| 414370 - | 2008 UU113               | 9 ottobre 2008    | Spacewatch            |
| 414371 - | 2008 UD134               | 2 ottobre 2008    | Mt. Lemmon Survey     |
| 414372 - | 2008 UP204               | 19 ottobre 2008   | Kocher, P.            |
| 414373 - | 2008 UB236               | 9 ottobre 2008    | Spacewatch            |
| 414374 - | 2008 UO249               | 27 ottobre 2008   | Mt. Lemmon Survey     |
| 414375 - | 2008 UQ251               | 27 ottobre 2008   | Spacewatch            |
| 414376 - | 2008 UB253               | 27 ottobre 2008   | Mt. Lemmon Survey     |
| 414377 - | 2008 UW290               | 22 ottobre 2008   | Spacewatch            |
| 414378 - | 2008 UV309               | 8 ottobre 2008    | Mt. Lemmon Survey     |
| 414379 - | 2008 UR338               | 21 ottobre 2008   | Spacewatch            |
| 414380 - | 2008 UH346               | 24 ottobre 2008   | Mt. Lemmon Survey     |
| 414381 - | 2008 US361               | 9 ottobre 2008    | Mt. Lemmon Survey     |
| 414382 - | 2008 UU363               | 27 settembre 2008 | CSS                   |
| 414383 - | 2008 UW368               | 26 ottobre 2008   | Mt. Lemmon Survey     |
| 414384 - | 2008 VA73                | 1º novembre 2008  | Mt. Lemmon Survey     |
| 414385 - | 2008 WT9                 | 22 settembre 2008 | Mt. Lemmon Survey     |
| 414386 - | 2008 WT14                | 10 ottobre 2008   | Mt. Lemmon Survey     |
| 414387 - | 2008 WO91                | 31 ottobre 2008   | Mt. Lemmon Survey     |
| 414388 - | 2008 WF130               | 21 novembre 2008  | Spacewatch            |
| 414389 - | 2008 XD51                | 2 dicembre 2008   | LINEAR                |
| 414390 - | 2008 YM48                | 29 dicembre 2008  | Mt. Lemmon Survey     |
| 414391 - | 2008 YM54                | 29 dicembre 2008  | Mt. Lemmon Survey     |
| 414392 - | 2008 YK116               | 23 gennaio 2006   | Spacewatch            |
| 414393 - | 2008 YK149               | 21 dicembre 2008  | Spacewatch            |
| 414394 - | 2009 AE27                | 21 dicembre 2008  | Mt. Lemmon Survey     |
| 414395 - | 2009 AW33                | 15 gennaio 2009   | Spacewatch            |
| 414396 - | 2009 AU44                | 15 gennaio 2009   | Spacewatch            |
| 414397 - | 2009 AM50                | 3 gennaio 2009    | Mt. Lemmon Survey     |
| 414398 - | 2009 BV8                 | 7 gennaio 2009    | Spacewatch            |
| 414399 - | 2009 BF29                | 8 novembre 2008   | Mt. Lemmon Survey     |
| 414400 - | 2009 BY31                | 16 gennaio 2009   | Spacewatch            |

## 414401-414500
| Nome     | Designazione provvisoria | Data di scoperta  | Scopritore             |
| -------- | ------------------------ | ----------------- | ---------------------- |
| 414401 - | 2009 BY38                | 30 aprile 2006    | CSS                    |
| 414402 - | 2009 BV39                | 7 maggio 2006     | Mt. Lemmon Survey      |
| 414403 - | 2009 BY46                | 16 gennaio 2009   | Spacewatch             |
| 414404 - | 2009 BK47                | 16 gennaio 2009   | Spacewatch             |
| 414405 - | 2009 BC69                | 25 gennaio 2009   | Spacewatch             |
| 414406 - | 2009 BL74                | 18 gennaio 2009   | Spacewatch             |
| 414407 - | 2009 BE87                | 25 gennaio 2009   | Spacewatch             |
| 414408 - | 2009 BJ107               | 29 gennaio 2009   | Spacewatch             |
| 414409 - | 2009 BW110               | 31 gennaio 2009   | Mt. Lemmon Survey      |
| 414410 - | 2009 BJ111               | 27 gennaio 2009   | PMO NEO Survey Program |
| 414411 - | 2009 BP112               | 31 gennaio 2009   | Mt. Lemmon Survey      |
| 414412 - | 2009 BW148               | 31 gennaio 2009   | Spacewatch             |
| 414413 - | 2009 BT150               | 27 gennaio 2009   | PMO NEO Survey Program |
| 414414 - | 2009 BN151               | 29 gennaio 2009   | Mt. Lemmon Survey      |
| 414415 - | 2009 BN169               | 20 gennaio 2009   | Mt. Lemmon Survey      |
| 414416 - | 2009 CF11                | 1º febbraio 2009  | Mt. Lemmon Survey      |
| 414417 - | 2009 CD26                | 1º febbraio 2009  | Spacewatch             |
| 414418 - | 2009 CA32                | 1º febbraio 2009  | Spacewatch             |
| 414419 - | 2009 CR34                | 2 febbraio 2009   | Mt. Lemmon Survey      |
| 414420 - | 2009 CS54                | 17 gennaio 2009   | Spacewatch             |
| 414421 - | 2009 CA65                | 4 febbraio 2009   | Mt. Lemmon Survey      |
| 414422 - | 2009 DV1                 | 16 febbraio 2009  | Kugel, F.              |
| 414423 - | 2009 DS7                 | 19 febbraio 2009  | CSS                    |
| 414424 - | 2009 DW7                 | 19 febbraio 2009  | Mt. Lemmon Survey      |
| 414425 - | 2009 DT18                | 19 febbraio 2009  | Mt. Lemmon Survey      |
| 414426 - | 2009 DF19                | 20 febbraio 2009  | Spacewatch             |
| 414427 - | 2009 DU29                | 23 febbraio 2009  | Hormuth, F.            |
| 414428 - | 2009 DE36                | 21 febbraio 2009  | Spacewatch             |
| 414429 - | 2009 DC43                | 26 febbraio 2009  | CSS                    |
| 414430 - | 2009 DD58                | 22 febbraio 2009  | Spacewatch             |
| 414431 - | 2009 DP71                | 19 febbraio 2009  | OAM                    |
| 414432 - | 2009 DM74                | 26 febbraio 2009  | CSS                    |
| 414433 - | 2009 DM77                | 22 febbraio 2009  | Mt. Lemmon Survey      |
| 414434 - | 2009 DA80                | 8 ottobre 2007    | Mt. Lemmon Survey      |
| 414435 - | 2009 DH112               | 26 febbraio 2009  | CSS                    |
| 414436 - | 2009 DN117               | 27 febbraio 2009  | Spacewatch             |
| 414437 - | 2009 DO119               | 27 febbraio 2009  | Spacewatch             |
| 414438 - | 2009 DQ120               | 10 marzo 2005     | Mt. Lemmon Survey      |
| 414439 - | 2009 DQ122               | 19 febbraio 2009  | Spacewatch             |
| 414440 - | 2009 DB132               | 20 febbraio 2009  | Mt. Lemmon Survey      |
| 414441 - | 2009 DG138               | 20 febbraio 2009  | Spacewatch             |
| 414442 - | 2009 EK20                | 15 marzo 2009     | OAM                    |
| 414443 - | 2009 EB29                | 15 marzo 2009     | Spacewatch             |
| 414444 - | 2009 FC2                 | 17 marzo 2009     | Schwab, E., Kling, R.  |
| 414445 - | 2009 FR23                | 21 marzo 2009     | Mt. Lemmon Survey      |
| 414446 - | 2009 FJ29                | 22 marzo 2009     | CSS                    |
| 414447 - | 2009 FM50                | 10 ottobre 2007   | Mt. Lemmon Survey      |
| 414448 - | 2009 FG60                | 17 marzo 2009     | Spacewatch             |
| 414449 - | 2009 FD61                | 20 ottobre 2007   | Spacewatch             |
| 414450 - | 2009 FJ73                | 23 marzo 2009     | Hormuth, F.            |
| 414451 - | 2009 FN76                | 29 marzo 2009     | Spacewatch             |
| 414452 - | 2009 GS                  | 3 aprile 2009     | Lowe, A.               |
| 414453 - | 2009 HB4                 | 17 aprile 2009    | Spacewatch             |
| 414454 - | 2009 HX12                | 17 aprile 2009    | Spacewatch             |
| 414455 - | 2009 HO17                | 18 aprile 2009    | Spacewatch             |
| 414456 - | 2009 HR17                | 14 ottobre 2007   | Mt. Lemmon Survey      |
| 414457 - | 2009 HV18                | 19 aprile 2009    | Spacewatch             |
| 414458 - | 2009 HH26                | 18 aprile 2009    | Spacewatch             |
| 414459 - | 2009 HP34                | 20 aprile 2009    | Mt. Lemmon Survey      |
| 414460 - | 2009 HL37                | 17 aprile 2009    | CSS                    |
| 414461 - | 2009 HC45                | 21 aprile 2009    | OAM                    |
| 414462 - | 2009 HB46                | 22 aprile 2009    | OAM                    |
| 414463 - | 2009 HL50                | 21 aprile 2009    | Spacewatch             |
| 414464 - | 2009 HA67                | 26 aprile 2009    | Spacewatch             |
| 414465 - | 2009 HK95                | 29 aprile 2009    | Siding Spring Survey   |
| 414466 - | 2009 KQ7                 | 21 maggio 2009    | Cerro Burek            |
| 414467 - | 2009 KD14                | 26 maggio 2009    | Spacewatch             |
| 414468 - | 2009 KM14                | 5 gennaio 2006    | Mt. Lemmon Survey      |
| 414469 - | 2009 KK23                | 27 maggio 2009    | Spacewatch             |
| 414470 - | 2009 MQ8                 | 25 ottobre 2005   | LINEAR                 |
| 414471 - | 2009 OP2                 | 19 luglio 2009    | OAM                    |
| 414472 - | 2009 OH3                 | 22 giugno 2009    | Mt. Lemmon Survey      |
| 414473 - | 2009 OQ4                 | 20 luglio 2009    | OAM                    |
| 414474 - | 2009 OJ11                | 27 luglio 2009    | Spacewatch             |
| 414475 - | 2009 OJ24                | 31 luglio 2009    | CSS                    |
| 414476 - | 2009 OQ24                | 28 luglio 2009    | Spacewatch             |
| 414477 - | 2009 PH2                 | 12 agosto 2009    | OAM                    |
| 414478 - | 2009 PG6                 | 18 luglio 2009    | Siding Spring Survey   |
| 414479 - | 2009 PK9                 | 15 agosto 2009    | Spacewatch             |
| 414480 - | 2009 PY18                | 15 agosto 2009    | Spacewatch             |
| 414481 - | 2009 PP21                | 5 aprile 2008     | Spacewatch             |
| 414482 - | 2009 QC3                 | 16 agosto 2009    | Spacewatch             |
| 414483 - | 2009 QD15                | 16 agosto 2009    | Spacewatch             |
| 414484 - | 2009 QF32                | 6 novembre 2005   | Spacewatch             |
| 414485 - | 2009 QR35                | 24 ottobre 2005   | Spacewatch             |
| 414486 - | 2009 QE53                | 18 agosto 2009    | CSS                    |
| 414487 - | 2009 QV54                | 28 agosto 2009    | Spacewatch             |
| 414488 - | 2009 QS57                | 17 agosto 2009    | Spacewatch             |
| 414489 - | 2009 QT58                | 7 febbraio 2002   | Spacewatch             |
| 414490 - | 2009 QG60                | 16 agosto 2009    | CSS                    |
| 414491 - | 2009 RP4                 | 13 settembre 2009 | BATTeRS                |
| 414492 - | 2009 RK7                 | 10 settembre 2009 | OAM                    |
| 414493 - | 2009 RG8                 | 12 settembre 2009 | Spacewatch             |
| 414494 - | 2009 RW10                | 12 settembre 2009 | Spacewatch             |
| 414495 - | 2009 RT12                | 12 settembre 2009 | Spacewatch             |
| 414496 - | 2009 RE15                | 26 marzo 2007     | Spacewatch             |
| 414497 - | 2009 RW21                | 1º agosto 2009    | Spacewatch             |
| 414498 - | 2009 RC47                | 15 settembre 2009 | Spacewatch             |
| 414499 - | 2009 RX48                | 15 settembre 2009 | Spacewatch             |
| 414500 - | 2009 RZ70                | 15 settembre 2009 | CSS                    |

## 414501-414600
| Nome     | Designazione provvisoria | Data di scoperta  | Scopritore             |
| -------- | ------------------------ | ----------------- | ---------------------- |
| 414501 - | 2009 RK76                | 17 agosto 2009    | CSS                    |
| 414502 - | 2009 SE1                 | 2 aprile 2009     | Mt. Lemmon Survey      |
| 414503 - | 2009 SX8                 | 16 settembre 2009 | Mt. Lemmon Survey      |
| 414504 - | 2009 SZ11                | 20 agosto 2009    | Spacewatch             |
| 414505 - | 2009 SL12                | 17 febbraio 2007  | Mt. Lemmon Survey      |
| 414506 - | 2009 SP14                | 18 settembre 2009 | BATTeRS                |
| 414507 - | 2009 SF16                | 20 settembre 2009 | Lowe, A.               |
| 414508 - | 2009 SF17                | 10 marzo 2007     | Mt. Lemmon Survey      |
| 414509 - | 2009 SZ20                | 24 settembre 2009 | CSS                    |
| 414510 - | 2009 SE27                | 16 settembre 2009 | Spacewatch             |
| 414511 - | 2009 SK29                | 16 settembre 2009 | Spacewatch             |
| 414512 - | 2009 SH30                | 16 settembre 2009 | Spacewatch             |
| 414513 - | 2009 SJ30                | 16 settembre 2009 | Spacewatch             |
| 414514 - | 2009 SU37                | 16 settembre 2009 | Spacewatch             |
| 414515 - | 2009 SB40                | 16 settembre 2009 | Spacewatch             |
| 414516 - | 2009 SC40                | 16 settembre 2009 | Spacewatch             |
| 414517 - | 2009 SY40                | 16 settembre 2009 | Mt. Lemmon Survey      |
| 414518 - | 2009 SU43                | 16 settembre 2009 | Spacewatch             |
| 414519 - | 2009 SU50                | 17 settembre 2009 | Spacewatch             |
| 414520 - | 2009 SL53                | 17 settembre 2009 | CSS                    |
| 414521 - | 2009 SU53                | 17 settembre 2009 | Spacewatch             |
| 414522 - | 2009 SF54                | 17 settembre 2009 | Spacewatch             |
| 414523 - | 2009 SR67                | 17 settembre 2009 | Spacewatch             |
| 414524 - | 2009 SE71                | 17 settembre 2009 | Mt. Lemmon Survey      |
| 414525 - | 2009 SM75                | 17 settembre 2009 | Spacewatch             |
| 414526 - | 2009 SO78                | 25 ottobre 2005   | Mt. Lemmon Survey      |
| 414527 - | 2009 SB82                | 20 agosto 2009    | Spacewatch             |
| 414528 - | 2009 SV86                | 18 settembre 2009 | Mt. Lemmon Survey      |
| 414529 - | 2009 SX96                | 19 settembre 2009 | PMO NEO Survey Program |
| 414530 - | 2009 SV98                | 22 settembre 2009 | Kugel, F.              |
| 414531 - | 2009 SL99                | 20 settembre 2009 | Spacewatch             |
| 414532 - | 2009 SM103               | 25 settembre 2009 | LINEAR                 |
| 414533 - | 2009 SS114               | 18 settembre 2009 | Spacewatch             |
| 414534 - | 2009 SZ121               | 18 settembre 2009 | Spacewatch             |
| 414535 - | 2009 SH131               | 18 settembre 2009 | Spacewatch             |
| 414536 - | 2009 SK132               | 18 settembre 2009 | Spacewatch             |
| 414537 - | 2009 SZ135               | 18 settembre 2009 | Spacewatch             |
| 414538 - | 2009 SY144               | 25 ottobre 2005   | Mt. Lemmon Survey      |
| 414539 - | 2009 SJ151               | 3 ottobre 1999    | Spacewatch             |
| 414540 - | 2009 SZ153               | 20 settembre 2009 | Spacewatch             |
| 414541 - | 2009 SX154               | 10 aprile 2003    | Spacewatch             |
| 414542 - | 2009 SN156               | 12 settembre 2009 | Spacewatch             |
| 414543 - | 2009 SO158               | 20 settembre 2009 | Spacewatch             |
| 414544 - | 2009 SW166               | 22 settembre 2009 | Spacewatch             |
| 414545 - | 2009 SN168               | 26 febbraio 2007  | Mt. Lemmon Survey      |
| 414546 - | 2009 SR169               | 28 agosto 2009    | Spacewatch             |
| 414547 - | 2009 SZ184               | 21 settembre 2009 | Spacewatch             |
| 414548 - | 2009 SU188               | 3 dicembre 2005   | Spacewatch             |
| 414549 - | 2009 SA191               | 4 dicembre 2005   | Spacewatch             |
| 414550 - | 2009 SL215               | 24 settembre 2009 | Spacewatch             |
| 414551 - | 2009 ST217               | 24 settembre 2009 | Mt. Lemmon Survey      |
| 414552 - | 2009 SD239               | 17 settembre 2009 | CSS                    |
| 414553 - | 2009 SP241               | 18 settembre 2009 | CSS                    |
| 414554 - | 2009 SK259               | 16 agosto 2009    | Spacewatch             |
| 414555 - | 2009 SX262               | 18 settembre 1995 | Spacewatch             |
| 414556 - | 2009 SC265               | 23 settembre 2009 | Mt. Lemmon Survey      |
| 414557 - | 2009 SJ274               | 25 settembre 2009 | Spacewatch             |
| 414558 - | 2009 SU274               | 25 settembre 2009 | Spacewatch             |
| 414559 - | 2009 SQ281               | 17 settembre 2009 | Spacewatch             |
| 414560 - | 2009 SD296               | 27 settembre 2009 | Mt. Lemmon Survey      |
| 414561 - | 2009 SW299               | 17 settembre 2009 | Spacewatch             |
| 414562 - | 2009 SU300               | 20 marzo 2007     | Spacewatch             |
| 414563 - | 2009 SY300               | 16 settembre 2009 | Spacewatch             |
| 414564 - | 2009 SM305               | 17 gennaio 2007   | Spacewatch             |
| 414565 - | 2009 SV316               | 18 agosto 2009    | Spacewatch             |
| 414566 - | 2009 SM320               | 21 settembre 2009 | CSS                    |
| 414567 - | 2009 SA323               | 14 settembre 2009 | Spacewatch             |
| 414568 - | 2009 ST325               | 27 settembre 2009 | Mt. Lemmon Survey      |
| 414569 - | 2009 SB331               | 19 settembre 2009 | CSS                    |
| 414570 - | 2009 SW331               | 20 settembre 2009 | CSS                    |
| 414571 - | 2009 SZ332               | 12 settembre 2009 | Spacewatch             |
| 414572 - | 2009 SZ350               | 28 settembre 2009 | Mt. Lemmon Survey      |
| 414573 - | 2009 SO354               | 22 settembre 2009 | Mt. Lemmon Survey      |
| 414574 - | 2009 SX355               | 21 settembre 2009 | Mt. Lemmon Survey      |
| 414575 - | 2009 SN356               | 16 settembre 2009 | Mt. Lemmon Survey      |
| 414576 - | 2009 SE357               | 20 settembre 2009 | Spacewatch             |
| 414577 - | 2009 SO357               | 22 settembre 2009 | Mt. Lemmon Survey      |
| 414578 - | 2009 SF358               | 4 dicembre 2005   | Mt. Lemmon Survey      |
| 414579 - | 2009 SG360               | 27 settembre 2009 | Mt. Lemmon Survey      |
| 414580 - | 2009 ST362               | 23 ottobre 2004   | Spacewatch             |
| 414581 - | 2009 SY363               | 26 settembre 2009 | Spacewatch             |
| 414582 - | 2009 TB9                 | 12 ottobre 2009   | OAM                    |
| 414583 - | 2009 TK18                | 12 settembre 2009 | Spacewatch             |
| 414584 - | 2009 TH42                | 11 ottobre 2009   | Mt. Lemmon Survey      |
| 414585 - | 2009 UU18                | 23 ottobre 2009   | Tozzi, F.              |
| 414586 - | 2009 UV18                | 22 ottobre 2009   | LINEAR                 |
| 414587 - | 2009 UP23                | 18 ottobre 2009   | Mt. Lemmon Survey      |
| 414588 - | 2009 US27                | 21 ottobre 2009   | CSS                    |
| 414589 - | 2009 UW29                | 8 ottobre 2004    | Spacewatch             |
| 414590 - | 2009 UJ31                | 18 ottobre 2009   | Mt. Lemmon Survey      |
| 414591 - | 2009 UO33                | 18 ottobre 2009   | Mt. Lemmon Survey      |
| 414592 - | 2009 UM39                | 22 ottobre 2009   | Mt. Lemmon Survey      |
| 414593 - | 2009 UM40                | 18 ottobre 2009   | Mt. Lemmon Survey      |
| 414594 - | 2009 UM53                | 22 ottobre 2009   | CSS                    |
| 414595 - | 2009 UF57                | 23 ottobre 2009   | Mt. Lemmon Survey      |
| 414596 - | 2009 UE60                | 16 settembre 2004 | Spacewatch             |
| 414597 - | 2009 UY71                | 23 ottobre 2009   | Mt. Lemmon Survey      |
| 414598 - | 2009 UZ81                | 7 aprile 2006     | Spacewatch             |
| 414599 - | 2009 UF89                | 26 ottobre 2009   | Farra d'Isonzo         |
| 414600 - | 2009 UT89                | 21 settembre 2009 | Mt. Lemmon Survey      |

## 414601-414700
| Nome     | Designazione provvisoria | Data di scoperta  | Scopritore        |
| -------- | ------------------------ | ----------------- | ----------------- |
| 414601 - | 2009 UE102               | 24 ottobre 2009   | CSS               |
| 414602 - | 2009 UJ105               | 25 ottobre 2009   | Spacewatch        |
| 414603 - | 2009 UL106               | 21 settembre 2009 | Mt. Lemmon Survey |
| 414604 - | 2009 UM106               | 21 ottobre 2009   | Mt. Lemmon Survey |
| 414605 - | 2009 UO106               | 21 settembre 2009 | Mt. Lemmon Survey |
| 414606 - | 2009 UG108               | 18 ottobre 2009   | Mt. Lemmon Survey |
| 414607 - | 2009 US108               | 23 ottobre 2009   | Spacewatch        |
| 414608 - | 2009 UL115               | 20 settembre 2009 | Spacewatch        |
| 414609 - | 2009 UM132               | 16 ottobre 2009   | CSS               |
| 414610 - | 2009 UF134               | 22 ottobre 2009   | Mt. Lemmon Survey |
| 414611 - | 2009 UT140               | 26 ottobre 2009   | Spacewatch        |
| 414612 - | 2009 UD143               | 18 ottobre 2009   | Mt. Lemmon Survey |
| 414613 - | 2009 UH144               | 23 ottobre 2009   | Mt. Lemmon Survey |
| 414614 - | 2009 UM144               | 16 ottobre 2009   | CSS               |
| 414615 - | 2009 UP147               | 16 ottobre 2009   | Mt. Lemmon Survey |
| 414616 - | 2009 US147               | 17 ottobre 2009   | Mt. Lemmon Survey |
| 414617 - | 2009 UU150               | 23 ottobre 2009   | Mt. Lemmon Survey |
| 414618 - | 2009 UQ151               | 18 ottobre 2009   | Mt. Lemmon Survey |
| 414619 - | 2009 UU154               | 17 ottobre 2009   | Mt. Lemmon Survey |
| 414620 - | 2009 VU3                 | 18 settembre 2009 | Mt. Lemmon Survey |
| 414621 - | 2009 VN5                 | 8 novembre 2009   | CSS               |
| 414622 - | 2009 VS11                | 23 ottobre 2009   | Spacewatch        |
| 414623 - | 2009 VK12                | 8 novembre 2009   | Mt. Lemmon Survey |
| 414624 - | 2009 VR12                | 8 novembre 2009   | Mt. Lemmon Survey |
| 414625 - | 2009 VT18                | 9 novembre 2009   | Spacewatch        |
| 414626 - | 2009 VK19                | 9 novembre 2009   | Spacewatch        |
| 414627 - | 2009 VM20                | 23 ottobre 2009   | Mt. Lemmon Survey |
| 414628 - | 2009 VO22                | 9 novembre 2009   | Mt. Lemmon Survey |
| 414629 - | 2009 VX24                | 3 maggio 2008     | Spacewatch        |
| 414630 - | 2009 VM29                | 18 ottobre 2009   | Mt. Lemmon Survey |
| 414631 - | 2009 VZ31                | 23 ottobre 2009   | Spacewatch        |
| 414632 - | 2009 VW34                | 10 novembre 2009  | Mt. Lemmon Survey |
| 414633 - | 2009 VJ37                | 8 novembre 2009   | Spacewatch        |
| 414634 - | 2009 VL37                | 8 novembre 2009   | Spacewatch        |
| 414635 - | 2009 VY37                | 21 ottobre 2009   | Mt. Lemmon Survey |
| 414636 - | 2009 VR42                | 22 settembre 2009 | Mt. Lemmon Survey |
| 414637 - | 2009 VS42                | 23 settembre 2009 | Mt. Lemmon Survey |
| 414638 - | 2009 VU46                | 12 ottobre 2009   | Mt. Lemmon Survey |
| 414639 - | 2009 VB60                | 9 novembre 2009   | CSS               |
| 414640 - | 2009 VZ61                | 21 ottobre 2009   | Mt. Lemmon Survey |
| 414641 - | 2009 VM62                | 8 novembre 2009   | Spacewatch        |
| 414642 - | 2009 VA64                | 8 novembre 2009   | Spacewatch        |
| 414643 - | 2009 VT64                | 9 novembre 2009   | Spacewatch        |
| 414644 - | 2009 VX64                | 26 ottobre 2009   | Spacewatch        |
| 414645 - | 2009 VP66                | 9 novembre 2009   | Spacewatch        |
| 414646 - | 2009 VV67                | 9 novembre 2009   | Spacewatch        |
| 414647 - | 2009 VX67                | 9 novembre 2009   | Spacewatch        |
| 414648 - | 2009 VA69                | 9 novembre 2009   | Spacewatch        |
| 414649 - | 2009 VG71                | 30 settembre 2009 | Mt. Lemmon Survey |
| 414650 - | 2009 VL80                | 11 novembre 2009  | CSS               |
| 414651 - | 2009 VU81                | 19 settembre 2009 | Mt. Lemmon Survey |
| 414652 - | 2009 VF83                | 9 novembre 2009   | Spacewatch        |
| 414653 - | 2009 VF94                | 8 novembre 2009   | Spacewatch        |
| 414654 - | 2009 VJ94                | 8 novembre 2009   | Spacewatch        |
| 414655 - | 2009 VR103               | 19 novembre 2003  | LONEOS            |
| 414656 - | 2009 VT116               | 8 novembre 2009   | Mt. Lemmon Survey |
| 414657 - | 2009 WR4                 | 16 novembre 2009  | Mt. Lemmon Survey |
| 414658 - | 2009 WZ9                 | 19 novembre 2009  | LINEAR            |
| 414659 - | 2009 WM11                | 16 novembre 2009  | Spacewatch        |
| 414660 - | 2009 WW26                | 16 novembre 2009  | Spacewatch        |
| 414661 - | 2009 WB31                | 26 ottobre 2009   | Mt. Lemmon Survey |
| 414662 - | 2009 WM34                | 16 novembre 2009  | Spacewatch        |
| 414663 - | 2009 WW34                | 16 novembre 2009  | Spacewatch        |
| 414664 - | 2009 WX34                | 16 novembre 2009  | Mt. Lemmon Survey |
| 414665 - | 2009 WX38                | 16 ottobre 2009   | Mt. Lemmon Survey |
| 414666 - | 2009 WH39                | 24 febbraio 2006  | Mt. Lemmon Survey |
| 414667 - | 2009 WZ42                | 17 novembre 2009  | Spacewatch        |
| 414668 - | 2009 WQ44                | 23 ottobre 2009   | Spacewatch        |
| 414669 - | 2009 WQ69                | 18 novembre 2009  | Spacewatch        |
| 414670 - | 2009 WM70                | 21 settembre 2009 | Mt. Lemmon Survey |
| 414671 - | 2009 WT73                | 18 novembre 2009  | Spacewatch        |
| 414672 - | 2009 WB78                | 18 novembre 2009  | Spacewatch        |
| 414673 - | 2009 WM81                | 18 novembre 2009  | Spacewatch        |
| 414674 - | 2009 WN83                | 19 novembre 2009  | Spacewatch        |
| 414675 - | 2009 WO85                | 19 novembre 2009  | Spacewatch        |
| 414676 - | 2009 WA87                | 28 settembre 2003 | Spacewatch        |
| 414677 - | 2009 WX87                | 18 aprile 2007    | Mt. Lemmon Survey |
| 414678 - | 2009 WN107               | 26 ottobre 2009   | Spacewatch        |
| 414679 - | 2009 WT117               | 21 ottobre 2009   | Mt. Lemmon Survey |
| 414680 - | 2009 WW123               | 20 novembre 2009  | Spacewatch        |
| 414681 - | 2009 WB125               | 20 novembre 2009  | Spacewatch        |
| 414682 - | 2009 WY128               | 20 novembre 2009  | Mt. Lemmon Survey |
| 414683 - | 2009 WH131               | 17 gennaio 2005   | Spacewatch        |
| 414684 - | 2009 WJ131               | 19 settembre 2003 | Spacewatch        |
| 414685 - | 2009 WR135               | 23 novembre 2009  | Mt. Lemmon Survey |
| 414686 - | 2009 WH139               | 10 novembre 2009  | Mt. Lemmon Survey |
| 414687 - | 2009 WO140               | 18 novembre 2009  | Mt. Lemmon Survey |
| 414688 - | 2009 WN151               | 23 gennaio 2006   | Spacewatch        |
| 414689 - | 2009 WS153               | 19 novembre 2009  | Mt. Lemmon Survey |
| 414690 - | 2009 WO154               | 19 novembre 2009  | Mt. Lemmon Survey |
| 414691 - | 2009 WO155               | 9 novembre 2009   | CSS               |
| 414692 - | 2009 WF156               | 16 ottobre 2009   | Mt. Lemmon Survey |
| 414693 - | 2009 WC159               | 20 novembre 2009  | Mt. Lemmon Survey |
| 414694 - | 2009 WZ160               | 4 settembre 2008  | Spacewatch        |
| 414695 - | 2009 WL161               | 9 novembre 2009   | Spacewatch        |
| 414696 - | 2009 WV162               | 30 ottobre 2009   | Mt. Lemmon Survey |
| 414697 - | 2009 WH163               | 21 novembre 2009  | Spacewatch        |
| 414698 - | 2009 WR163               | 1º ottobre 2003   | Spacewatch        |
| 414699 - | 2009 WC166               | 17 novembre 2009  | Spacewatch        |
| 414700 - | 2009 WB169               | 22 novembre 2009  | Spacewatch        |

## 414701-414800
| Nome     | Designazione provvisoria | Data di scoperta  | Scopritore                        |
| -------- | ------------------------ | ----------------- | --------------------------------- |
| 414701 - | 2009 WJ170               | 22 novembre 2009  | Spacewatch                        |
| 414702 - | 2009 WK170               | 17 ottobre 2009   | Mt. Lemmon Survey                 |
| 414703 - | 2009 WY173               | 22 novembre 2009  | Spacewatch                        |
| 414704 - | 2009 WF182               | 23 novembre 2009  | Spacewatch                        |
| 414705 - | 2009 WM184               | 10 novembre 2009  | Spacewatch                        |
| 414706 - | 2009 WN190               | 16 novembre 1998  | Spacewatch                        |
| 414707 - | 2009 WX196               | 27 luglio 2009    | Spacewatch                        |
| 414708 - | 2009 WV202               | 27 ottobre 2009   | Spacewatch                        |
| 414709 - | 2009 WL209               | 17 novembre 2009  | CSS                               |
| 414710 - | 2009 WS212               | 16 settembre 2003 | Spacewatch                        |
| 414711 - | 2009 WP214               | 20 novembre 2009  | Spacewatch                        |
| 414712 - | 2009 WB218               | 18 novembre 2009  | Spacewatch                        |
| 414713 - | 2009 WQ218               | 30 novembre 2000  | Spacewatch                        |
| 414714 - | 2009 WE223               | 15 settembre 1998 | Spacewatch                        |
| 414715 - | 2009 WG230               | 17 novembre 2009  | Mt. Lemmon Survey                 |
| 414716 - | 2009 WV236               | 16 novembre 2009  | Spacewatch                        |
| 414717 - | 2009 WK239               | 17 novembre 2009  | Mt. Lemmon Survey                 |
| 414718 - | 2009 WV247               | 16 novembre 2009  | Spacewatch                        |
| 414719 - | 2009 WD249               | 18 novembre 2009  | Spacewatch                        |
| 414720 - | 2009 WJ252               | 25 novembre 2009  | Spacewatch                        |
| 414721 - | 2009 WN256               | 24 novembre 2009  | Spacewatch                        |
| 414722 - | 2009 XP3                 | 9 dicembre 2009   | OAM                               |
| 414723 - | 2009 XB5                 | 10 dicembre 2009  | Mt. Lemmon Survey                 |
| 414724 - | 2009 XU7                 | 9 novembre 2009   | Spacewatch                        |
| 414725 - | 2009 XP11                | 10 dicembre 2009  | OAM                               |
| 414726 - | 2009 XO13                | 13 dicembre 2009  | Mt. Lemmon Survey                 |
| 414727 - | 2009 XN20                | 10 dicembre 2009  | Mt. Lemmon Survey                 |
| 414728 - | 2009 XS22                | 13 dicembre 2009  | CSS                               |
| 414729 - | 2009 YH1                 | 17 dicembre 2009  | Mt. Lemmon Survey                 |
| 414730 - | 2009 YH5                 | 17 dicembre 2009  | Mt. Lemmon Survey                 |
| 414731 - | 2009 YH19                | 26 dicembre 2009  | Sierra Stars                      |
| 414732 - | 2009 YS23                | 17 dicembre 2009  | Mt. Lemmon Survey                 |
| 414733 - | 2010 AO18                | 11 novembre 2009  | Mt. Lemmon Survey                 |
| 414734 - | 2010 AO23                | 21 novembre 2009  | Mt. Lemmon Survey                 |
| 414735 - | 2010 AH59                | 30 ottobre 2009   | Mt. Lemmon Survey                 |
| 414736 - | 2010 AD66                | 11 gennaio 2010   | Mt. Lemmon Survey                 |
| 414737 - | 2010 AU76                | 6 gennaio 2010    | CSS                               |
| 414738 - | 2010 AB77                | 7 gennaio 2010    | Mt. Lemmon Survey                 |
| 414739 - | 2010 AL77                | 12 gennaio 2010   | CSS                               |
| 414740 - | 2010 BP4                 | 21 novembre 2009  | Mt. Lemmon Survey                 |
| 414741 - | 2010 CZ55                | 12 febbraio 2010  | LINEAR                            |
| 414742 - | 2010 CZ75                | 13 febbraio 2010  | CSS                               |
| 414743 - | 2010 CG132               | 10 novembre 2009  | CSS                               |
| 414744 - | 2010 DK57                | 3 marzo 2006      | Mt. Lemmon Survey                 |
| 414745 - | 2010 EX13                | 5 marzo 2010      | WISE                              |
| 414746 - | 2010 EH20                | 6 marzo 2010      | WISE                              |
| 414747 - | 2010 EL28                | 9 marzo 2010      | WISE                              |
| 414748 - | 2010 EW124               | 12 marzo 2010     | Spacewatch                        |
| 414749 - | 2010 FC56                | 19 marzo 2010     | Spacewatch                        |
| 414750 - | 2010 FV73                | 30 marzo 2010     | WISE                              |
| 414751 - | 2010 FV97                | 7 aprile 2007     | Mt. Lemmon Survey                 |
| 414752 - | 2010 GN1                 | 15 dicembre 2009  | Mt. Lemmon Survey                 |
| 414753 - | 2010 GK28                | 6 aprile 2010     | Spacewatch                        |
| 414754 - | 2010 GN59                | 20 dicembre 2009  | CSS                               |
| 414755 - | 2010 GK92                | 14 aprile 2010    | WISE                              |
| 414756 - | 2010 GD103               | 22 agosto 1995    | Spacewatch                        |
| 414757 - | 2010 GH130               | 7 ottobre 2004    | Spacewatch                        |
| 414758 - | 2010 GS131               | 10 aprile 2010    | Spacewatch                        |
| 414759 - | 2010 JP                  | 3 maggio 2010     | Spacewatch                        |
| 414760 - | 2010 JM47                | 9 agosto 2004     | LONEOS                            |
| 414761 - | 2010 JH74                | 26 aprile 2000    | Spacewatch                        |
| 414762 - | 2010 KZ104               | 29 maggio 2010    | WISE                              |
| 414763 - | 2010 KH121               | 19 novembre 2000  | LINEAR                            |
| 414764 - | 2010 LE1                 | 1º giugno 2010    | Spacewatch                        |
| 414765 - | 2010 LW33                | 29 agosto 2006    | LONEOS                            |
| 414766 - | 2010 MN2                 | 18 giugno 2010    | Astronomical Research Observatory |
| 414767 - | 2010 MC27                | 19 giugno 2010    | WISE                              |
| 414768 - | 2010 MF90                | 28 novembre 1999  | Spacewatch                        |
| 414769 - | 2010 NV21                | 6 luglio 2010     | WISE                              |
| 414770 - | 2010 OZ30                | 20 luglio 2010    | WISE                              |
| 414771 - | 2010 OW46                | 27 ottobre 2006   | CSS                               |
| 414772 - | 2010 OC103               | 28 luglio 2010    | WISE                              |
| 414773 - | 2010 OP112               | 10 novembre 2006  | Spacewatch                        |
| 414774 - | 2010 PO24                | 6 agosto 2010     | Singh, A., Wadhwa, S.             |
| 414775 - | 2010 PN56                | 8 agosto 2010     | WISE                              |
| 414776 - | 2010 PE59                | 5 novembre 2007   | Spacewatch                        |
| 414777 - | 2010 PX60                | 19 giugno 2010    | Spacewatch                        |
| 414778 - | 2010 PQ61                | 10 agosto 2010    | Spacewatch                        |
| 414779 - | 2010 PN74                | 19 giugno 2010    | Mt. Lemmon Survey                 |
| 414780 - | 2010 PV77                | 10 agosto 2010    | PMO NEO Survey Program            |
| 414781 - | 2010 QM1                 | 4 ottobre 1999    | Spacewatch                        |
| 414782 - | 2010 QH3                 | 20 luglio 1999    | Spacewatch                        |
| 414783 - | 2010 QD4                 | 20 agosto 2010    | OAM                               |
| 414784 - | 2010 RT25                | 3 settembre 2010  | LINEAR                            |
| 414785 - | 2010 RA40                | 3 settembre 2010  | LINEAR                            |
| 414786 - | 2010 RE48                | 27 dicembre 1999  | Spacewatch                        |
| 414787 - | 2010 RE57                | 2 marzo 2005      | Spacewatch                        |
| 414788 - | 2010 RW59                | 6 settembre 2010  | Spacewatch                        |
| 414789 - | 2010 RY80                | 28 agosto 2006    | CSS                               |
| 414790 - | 2010 RE106               | 10 settembre 2010 | Spacewatch                        |
| 414791 - | 2010 RD126               | 12 settembre 2010 | Spacewatch                        |
| 414792 - | 2010 RO134               | 2 febbraio 2008   | Spacewatch                        |
| 414793 - | 2010 RR138               | 6 marzo 2008      | Mt. Lemmon Survey                 |
| 414794 - | 2010 RV146               | 21 agosto 2006    | Spacewatch                        |
| 414795 - | 2010 RU151               | 26 febbraio 2009  | Mt. Lemmon Survey                 |
| 414796 - | 2010 RU166               | 12 agosto 2010    | Spacewatch                        |
| 414797 - | 2010 RN173               | 5 settembre 2010  | Mt. Lemmon Survey                 |
| 414798 - | 2010 RB176               | 19 novembre 2003  | Spacewatch                        |
| 414799 - | 2010 RH184               | 14 dicembre 2007  | Mt. Lemmon Survey                 |
| 414800 - | 2010 SV3                 | 17 settembre 2010 | CSS                               |

## 414801-414900
| Nome     | Designazione provvisoria | Data di scoperta  | Scopritore        |
| -------- | ------------------------ | ----------------- | ----------------- |
| 414801 - | 2010 SL18                | 25 settembre 2006 | Spacewatch        |
| 414802 - | 2010 SK19                | 12 marzo 2008     | Spacewatch        |
| 414803 - | 2010 SS23                | 19 novembre 2003  | Spacewatch        |
| 414804 - | 2010 SN29                | 18 gennaio 2008   | Spacewatch        |
| 414805 - | 2010 SB35                | 25 settembre 2006 | Mt. Lemmon Survey |
| 414806 - | 2010 SP37                | 16 ottobre 1999   | Spacewatch        |
| 414807 - | 2010 TW15                | 3 ottobre 2010    | Spacewatch        |
| 414808 - | 2010 TF16                | 8 settembre 2010  | Spacewatch        |
| 414809 - | 2010 TR20                | 5 dicembre 2007   | Spacewatch        |
| 414810 - | 2010 TQ25                | 3 marzo 2009      | Spacewatch        |
| 414811 - | 2010 TS27                | 2 ottobre 2010    | Spacewatch        |
| 414812 - | 2010 TD36                | 8 marzo 2008      | Spacewatch        |
| 414813 - | 2010 TR60                | 19 settembre 2006 | Spacewatch        |
| 414814 - | 2010 TL79                | 3 ottobre 2006    | Mt. Lemmon Survey |
| 414815 - | 2010 TX126               | 30 settembre 2006 | CSS               |
| 414816 - | 2010 TN127               | 16 dicembre 2007  | Mt. Lemmon Survey |
| 414817 - | 2010 TL149               | 17 dicembre 2006  | CSS               |
| 414818 - | 2010 UR11                | 19 ottobre 2010   | Mt. Lemmon Survey |
| 414819 - | 2010 UV14                | 4 aprile 2008     | Spacewatch        |
| 414820 - | 2010 UF21                | 28 ottobre 2010   | Spacewatch        |
| 414821 - | 2010 UV26                | 29 marzo 2008     | Spacewatch        |
| 414822 - | 2010 UF27                | 17 novembre 2006  | Spacewatch        |
| 414823 - | 2010 UC34                | 1º marzo 2008     | Mt. Lemmon Survey |
| 414824 - | 2010 UG36                | 14 dicembre 2006  | Spacewatch        |
| 414825 - | 2010 UP39                | 13 ottobre 2010   | CSS               |
| 414826 - | 2010 UZ44                | 30 settembre 2006 | Mt. Lemmon Survey |
| 414827 - | 2010 UV49                | 17 settembre 2010 | Mt. Lemmon Survey |
| 414828 - | 2010 UM54                | 5 marzo 2008      | Mt. Lemmon Survey |
| 414829 - | 2010 UF59                | 29 ottobre 2010   | Spacewatch        |
| 414830 - | 2010 UC60                | 15 dicembre 2006  | Spacewatch        |
| 414831 - | 2010 UX60                | 17 novembre 2006  | Spacewatch        |
| 414832 - | 2010 UF75                | 30 ottobre 2010   | CSS               |
| 414833 - | 2010 UJ76                | 30 ottobre 2010   | Spacewatch        |
| 414834 - | 2010 UY77                | 30 ottobre 2010   | Spacewatch        |
| 414835 - | 2010 UW78                | 15 novembre 2006  | Spacewatch        |
| 414836 - | 2010 UE80                | 20 marzo 2004     | Spacewatch        |
| 414837 - | 2010 UY93                | 10 dicembre 2006  | Spacewatch        |
| 414838 - | 2010 UY96                | 28 ottobre 2010   | Spacewatch        |
| 414839 - | 2010 UZ99                | 4 marzo 2005      | Mt. Lemmon Survey |
| 414840 - | 2010 UD105               | 13 febbraio 2008  | Spacewatch        |
| 414841 - | 2010 VF22                | 28 febbraio 2008  | Spacewatch        |
| 414842 - | 2010 VP26                | 1º novembre 2010  | Spacewatch        |
| 414843 - | 2010 VR30                | 19 ottobre 2010   | Mt. Lemmon Survey |
| 414844 - | 2010 VY30                | 11 settembre 2010 | Mt. Lemmon Survey |
| 414845 - | 2010 VH31                | 21 novembre 2006  | Mt. Lemmon Survey |
| 414846 - | 2010 VE47                | 2 novembre 2010   | Spacewatch        |
| 414847 - | 2010 VN49                | 30 ottobre 2010   | CSS               |
| 414848 - | 2010 VV51                | 3 novembre 2010   | Mt. Lemmon Survey |
| 414849 - | 2010 VO61                | 7 ottobre 2005    | Spacewatch        |
| 414850 - | 2010 VK63                | 28 ottobre 2010   | Mt. Lemmon Survey |
| 414851 - | 2010 VF65                | 18 settembre 1993 | Spacewatch        |
| 414852 - | 2010 VS70                | 10 agosto 2010    | Spacewatch        |
| 414853 - | 2010 VD80                | 18 novembre 2006  | Spacewatch        |
| 414854 - | 2010 VU80                | 22 novembre 2006  | Spacewatch        |
| 414855 - | 2010 VN82                | 23 novembre 2006  | Spacewatch        |
| 414856 - | 2010 VS83                | 5 maggio 2008     | Mt. Lemmon Survey |
| 414857 - | 2010 VO84                | 13 dicembre 2006  | Mt. Lemmon Survey |
| 414858 - | 2010 VD86                | 28 ottobre 2010   | Spacewatch        |
| 414859 - | 2010 VG89                | 8 gennaio 2007    | Spacewatch        |
| 414860 - | 2010 VW89                | 14 ottobre 2001   | LINEAR            |
| 414861 - | 2010 VQ95                | 10 febbraio 2008  | Spacewatch        |
| 414862 - | 2010 VM102               | 10 marzo 2008     | Spacewatch        |
| 414863 - | 2010 VU102               | 16 novembre 2006  | Mt. Lemmon Survey |
| 414864 - | 2010 VE108               | 11 settembre 2010 | Mt. Lemmon Survey |
| 414865 - | 2010 VA115               | 7 novembre 2010   | LINEAR            |
| 414866 - | 2010 VT117               | 29 agosto 2005    | Spacewatch        |
| 414867 - | 2010 VV118               | 13 dicembre 2006  | Spacewatch        |
| 414868 - | 2010 VP131               | 11 novembre 2006  | Spacewatch        |
| 414869 - | 2010 VB152               | 23 ottobre 2006   | Mt. Lemmon Survey |
| 414870 - | 2010 VW163               | 30 ottobre 2010   | Spacewatch        |
| 414871 - | 2010 VG167               | 5 aprile 2008     | Mt. Lemmon Survey |
| 414872 - | 2010 VJ171               | 10 novembre 2010  | Mt. Lemmon Survey |
| 414873 - | 2010 VV176               | 27 marzo 2008     | Spacewatch        |
| 414874 - | 2010 VA185               | 22 novembre 2006  | Mt. Lemmon Survey |
| 414875 - | 2010 VY191               | 23 novembre 2006  | Spacewatch        |
| 414876 - | 2010 VA192               | 19 ottobre 2006   | Mt. Lemmon Survey |
| 414877 - | 2010 VF193               | 28 settembre 2006 | Mt. Lemmon Survey |
| 414878 - | 2010 VM194               | 13 novembre 2010  | Mt. Lemmon Survey |
| 414879 - | 2010 VQ204               | 17 ottobre 2010   | Mt. Lemmon Survey |
| 414880 - | 2010 VD212               | 31 marzo 2008     | Mt. Lemmon Survey |
| 414881 - | 2010 VY218               | 6 dicembre 1997   | ODAS              |
| 414882 - | 2010 VW219               | 17 ottobre 2010   | Mt. Lemmon Survey |
| 414883 - | 2010 WR5                 | 27 novembre 2010  | Mt. Lemmon Survey |
| 414884 - | 2010 WR21                | 1º novembre 2010  | Spacewatch        |
| 414885 - | 2010 WP32                | 31 agosto 2005    | Spacewatch        |
| 414886 - | 2010 WB46                | 27 novembre 2010  | Mt. Lemmon Survey |
| 414887 - | 2010 WM49                | 11 dicembre 2006  | Spacewatch        |
| 414888 - | 2010 WG50                | 8 novembre 2010   | Spacewatch        |
| 414889 - | 2010 WX50                | 27 ottobre 2006   | Mt. Lemmon Survey |
| 414890 - | 2010 WE67                | 1º novembre 2006  | Mt. Lemmon Survey |
| 414891 - | 2010 XO12                | 9 febbraio 2007   | CSS               |
| 414892 - | 2010 XS15                | 28 aprile 2004    | Spacewatch        |
| 414893 - | 2010 XF16                | 14 maggio 2008    | Mt. Lemmon Survey |
| 414894 - | 2010 XE19                | 14 dicembre 2006  | Spacewatch        |
| 414895 - | 2010 XR20                | 25 novembre 2006  | Mt. Lemmon Survey |
| 414896 - | 2010 XP22                | 31 marzo 2008     | Spacewatch        |
| 414897 - | 2010 XG24                | 13 dicembre 2006  | Spacewatch        |
| 414898 - | 2010 XW37                | 17 dicembre 2006  | Mt. Lemmon Survey |
| 414899 - | 2010 XJ38                | 30 ottobre 2005   | Mt. Lemmon Survey |
| 414900 - | 2010 XV38                | 4 settembre 2010  | Spacewatch        |

## 414901-415000
| Nome     | Designazione provvisoria | Data di scoperta  | Scopritore        |
| -------- | ------------------------ | ----------------- | ----------------- |
| 414901 - | 2010 XT39                | 25 novembre 2006  | Mt. Lemmon Survey |
| 414902 - | 2010 XD42                | 25 aprile 2003    | Spacewatch        |
| 414903 - | 2010 XT45                | 10 agosto 2010    | Spacewatch        |
| 414904 - | 2010 XN64                | 21 dicembre 2006  | Spacewatch        |
| 414905 - | 2010 XR64                | 6 novembre 2010   | Mt. Lemmon Survey |
| 414906 - | 2010 XK69                | 28 gennaio 2007   | Mt. Lemmon Survey |
| 414907 - | 2010 XN71                | 24 agosto 2001    | LONEOS            |
| 414908 - | 2010 XH76                | 21 dicembre 2006  | Mt. Lemmon Survey |
| 414909 - | 2010 XL76                | 12 dicembre 2006  | Spacewatch        |
| 414910 - | 2010 XB84                | 2 dicembre 2010   | Mt. Lemmon Survey |
| 414911 - | 2010 YE1                 | 23 febbraio 2007  | Spacewatch        |
| 414912 - | 2010 YN2                 | 18 agosto 2009    | Spacewatch        |
| 414913 - | 2010 YY4                 | 14 dicembre 2010  | Mt. Lemmon Survey |
| 414914 - | 2011 AF9                 | 25 febbraio 2007  | Mt. Lemmon Survey |
| 414915 - | 2011 AR9                 | 1º novembre 2005  | Mt. Lemmon Survey |
| 414916 - | 2011 AU11                | 6 dicembre 2010   | Mt. Lemmon Survey |
| 414917 - | 2011 AA20                | 30 dicembre 2005  | LINEAR            |
| 414918 - | 2011 AX27                | 5 dicembre 2010   | Mt. Lemmon Survey |
| 414919 - | 2011 AP31                | 7 novembre 2010   | Mt. Lemmon Survey |
| 414920 - | 2011 AG33                | 1º novembre 2005  | Mt. Lemmon Survey |
| 414921 - | 2011 AX34                | 13 marzo 2007     | CSS               |
| 414922 - | 2011 AT36                | 19 giugno 2007    | Spacewatch        |
| 414923 - | 2011 AT39                | 5 dicembre 2010   | Mt. Lemmon Survey |
| 414924 - | 2011 AC41                | 15 ottobre 2009   | CSS               |
| 414925 - | 2011 AG45                | 10 gennaio 2011   | Spacewatch        |
| 414926 - | 2011 AP45                | 25 novembre 2005  | CSS               |
| 414927 - | 2011 AG49                | 21 marzo 2002     | Spacewatch        |
| 414928 - | 2011 AM49                | 24 ottobre 2005   | Spacewatch        |
| 414929 - | 2011 AV52                | 26 ottobre 2009   | Spacewatch        |
| 414930 - | 2011 AH57                | 11 gennaio 2011   | Spacewatch        |
| 414931 - | 2011 AQ63                | 10 dicembre 2010  | Mt. Lemmon Survey |
| 414932 - | 2011 AC66                | 13 gennaio 2000   | Spacewatch        |
| 414933 - | 2011 AH67                | 4 ottobre 2004    | Spacewatch        |
| 414934 - | 2011 AW69                | 7 gennaio 2006    | Spacewatch        |
| 414935 - | 2011 AD75                | 8 dicembre 2005   | CSS               |
| 414936 - | 2011 BJ1                 | 2 dicembre 2005   | LINEAR            |
| 414937 - | 2011 BV6                 | 7 gennaio 2011    | Spacewatch        |
| 414938 - | 2011 BK7                 | 24 ottobre 2005   | Spacewatch        |
| 414939 - | 2011 BC17                | 2 gennaio 2011    | CSS               |
| 414940 - | 2011 BN27                | 25 gennaio 2011   | Spacewatch        |
| 414941 - | 2011 BX34                | 5 settembre 2008  | Spacewatch        |
| 414942 - | 2011 BX45                | 11 dicembre 2004  | Spacewatch        |
| 414943 - | 2011 BS53                | 12 gennaio 2011   | Spacewatch        |
| 414944 - | 2011 BM55                | 25 dicembre 2005  | Spacewatch        |
| 414945 - | 2011 BR56                | 29 novembre 2005  | Spacewatch        |
| 414946 - | 2011 BG57                | 28 dicembre 2005  | Spacewatch        |
| 414947 - | 2011 BH70                | 25 novembre 2005  | CSS               |
| 414948 - | 2011 BM70                | 27 gennaio 2011   | Spacewatch        |
| 414949 - | 2011 BK84                | 11 aprile 2007    | Mt. Lemmon Survey |
| 414950 - | 2011 BU85                | 27 gennaio 2011   | Spacewatch        |
| 414951 - | 2011 BF98                | 10 gennaio 2011   | Mt. Lemmon Survey |
| 414952 - | 2011 BU100               | 8 febbraio 2000   | Spacewatch        |
| 414953 - | 2011 BO101               | 8 dicembre 2005   | Spacewatch        |
| 414954 - | 2011 BF116               | 20 gennaio 2002   | Spacewatch        |
| 414955 - | 2011 BC117               | 5 ottobre 2005    | CSS               |
| 414956 - | 2011 BZ117               | 31 gennaio 2006   | Spacewatch        |
| 414957 - | 2011 BE119               | 25 dicembre 2005  | Spacewatch        |
| 414958 - | 2011 BH119               | 25 dicembre 2005  | Spacewatch        |
| 414959 - | 2011 BS122               | 22 febbraio 2006  | Spacewatch        |
| 414960 - | 2011 CS4                 | 16 gennaio 2011   | Mt. Lemmon Survey |
| 414961 - | 2011 CS5                 | 16 maggio 2007    | Mt. Lemmon Survey |
| 414962 - | 2011 CD7                 | 22 agosto 2004    | Spacewatch        |
| 414963 - | 2011 CV9                 | 9 dicembre 2010   | Mt. Lemmon Survey |
| 414964 - | 2011 CY9                 | 10 gennaio 2006   | Mt. Lemmon Survey |
| 414965 - | 2011 CQ15                | 16 settembre 2009 | Spacewatch        |
| 414966 - | 2011 CX22                | 19 novembre 2009  | Spacewatch        |
| 414967 - | 2011 CX34                | 29 dicembre 2005  | LINEAR            |
| 414968 - | 2011 CK37                | 3 marzo 2006      | Spacewatch        |
| 414969 - | 2011 CP50                | 30 settembre 2009 | Mt. Lemmon Survey |
| 414970 - | 2011 CN69                | 26 settembre 2005 | Spacewatch        |
| 414971 - | 2011 CY78                | 22 settembre 2009 | Mt. Lemmon Survey |
| 414972 - | 2011 CP85                | 4 settembre 2008  | Spacewatch        |
| 414973 - | 2011 CH88                | 26 gennaio 2006   | Mt. Lemmon Survey |
| 414974 - | 2011 CP106               | 24 agosto 2008    | Spacewatch        |
| 414975 - | 2011 CP108               | 30 settembre 2003 | Spacewatch        |
| 414976 - | 2011 DJ1                 | 21 agosto 2008    | Spacewatch        |
| 414977 - | 2011 DD3                 | 14 dicembre 2010  | Mt. Lemmon Survey |
| 414978 - | 2011 DY11                | 25 febbraio 2006  | Mt. Lemmon Survey |
| 414979 - | 2011 DN12                | 30 ottobre 2009   | Mt. Lemmon Survey |
| 414980 - | 2011 DB21                | 6 gennaio 2002    | Spacewatch        |
| 414981 - | 2011 DR22                | 19 aprile 2006    | Spacewatch        |
| 414982 - | 2011 DX22                | 2 ottobre 2008    | Spacewatch        |
| 414983 - | 2011 DU37                | 7 settembre 2008  | Mt. Lemmon Survey |
| 414984 - | 2011 EB3                 | 6 settembre 2008  | Mt. Lemmon Survey |
| 414985 - | 2011 EM6                 | 5 aprile 2000     | LINEAR            |
| 414986 - | 2011 EW12                | 11 novembre 2009  | Spacewatch        |
| 414987 - | 2011 EN23                | 8 gennaio 2011    | Mt. Lemmon Survey |
| 414988 - | 2011 EX23                | 30 settembre 2009 | Mt. Lemmon Survey |
| 414989 - | 2011 ES47                | 2 marzo 2005      | Spacewatch        |
| 414990 - | 2011 EM51                | 10 marzo 2011     | Spacewatch        |
| 414991 - | 2011 EO73                | 7 settembre 2008  | Mt. Lemmon Survey |
| 414992 - | 2011 EK77                | 4 novembre 2004   | Spacewatch        |
| 414993 - | 2011 EA78                | 1º settembre 2005 | Spacewatch        |
| 414994 - | 2011 ES80                | 8 dicembre 2004   | LINEAR            |
| 414995 - | 2011 EO84                | 30 aprile 2006    | Spacewatch        |
| 414996 - | 2011 FJ                  | 26 febbraio 2000  | Spacewatch        |
| 414997 - | 2011 FN28                | 5 aprile 2000     | LINEAR            |
| 414998 - | 2011 FA35                | 16 gennaio 2000   | Spacewatch        |
| 414999 - | 2011 FJ55                | 16 dicembre 2004  | Spacewatch        |
| 415000 - | 2011 FB56                | 23 febbraio 2011  | Spacewatch        |